# Сирийский хомячок
Сири́йский, или золоти́стый, хомячо́к, также переднеазиа́тский хомя́к (лат. Mesocricetus auratus) — грызун семейства хомяковых, обитающий в окрестностях сирийского города Алеппо, а также на востоке Турции. Является популярным животным-компаньоном.
Вид был впервые описан в 1839 году, английским учёным Джорджем Робертом Уотерхаусом, тогда его посчитали вымершим. Однако в 1930 году Израиль Ахарони отыскал беременную самку сирийского хомячка во время экспедиции по Сирии.

## Общая характеристика
Сирийские хомячки покрыты мягким густым мехом золотистого, белого, чёрного, серебристого или коричневого цветов. Длина их тела составляет 13-15 сантиметров, из которых около 1,5 сантиметров приходится на хвост. Масса — до 100—300 граммов. Как и большинство членов данного семейства, у сирийского хомяка есть расширяющиеся щёчные мешки, которые располагаются от щёк до плеч животного. В дикой природе хомяки используют щёчные мешки для транспортировки еды в свои норы. Название хомяка на местном арабском диалекте (араб. أبو جراب‎) примерно переводится как «господин седельные сумки» из-за вместительности его щёчных мешков. Если пищи много, хомяк подолгу хранит её, прежде чем съесть.
Продолжительность жизни — до 2-3 лет. Всеядны, питаются семенами и орехами, могут поедать плоды, травы и различных насекомых — саранчу, кузнечиков, сверчков и мучных червей. Сирийские хомячки миролюбивы, но не испытывают потребности в общении и ведут одиночный образ жизни.

## Домашнее содержание
Сирийские хомяки ведут ночной образ жизни. Из-за высокого риска драк за территорию рекомендуется одиночное содержание. Чтобы удовлетворить большую активность животного, рекомендуется обустроить вольер размером от 70/40/50 см и оснастить его колесом для бега от 25 см в диаметре. Большой диаметр используется для профилактики искривления позвоночника. В природе сирийский хомяк живёт в сложной системе подземных ходов, поэтому в домашних условиях рекомендуется насыпать слой наполнителя от 25 см в глубину для рытья. Возможность строительства нор положительно влияет на здоровье сирийских хомяков. При недостаточном размере жилья и при других ошибках в содержании сирийский хомяк может начать усиленно грызть прутья клетки, что, по одной из версий, является попыткой выбраться на волю.

## Размножение
Половозрелые самки хомяков вступают в сезон (течку) каждые четыре дня. Период беременности золотистого хомячка — около 18 дней. Средний размер помёта животного составляет от восьми до десяти детёнышей, однако может достигать и двадцати. Если мать-хомяк неопытна или ей угрожают, она может отказаться от своего потомства, или же съесть его. Поэтому не стоит лишний раз тревожить самку, лезть в гнездо и трогать малышей до момента, пока они не откроют глаза. Почти сразу после родов у самки начинается течка, во время которой она может забеременеть вновь.